# Tom Clancy’s Splinter Cell
Tom Clancy’s Splinter Cell, auch als Splinter Cell (übersetzt: die Splitterzelle) bekannt, ist eine von Ubisoft Montreal und Ubisoft Shanghai entwickelte und von Ubisoft publizierte Videospiel-Reihe. Der Genreschwerpunkt ist Stealth, allerdings sind auch actionhaltige Passagen enthalten. Als Geheimagent Sam Fisher führt der Spieler im Auftrag des (fiktiven) geheimen Programms Third Echelon der National Security Agency (NSA) Aufträge aus. Third Echelon ist die Antwort der Vereinigten Staaten auf die immer größer werdende Bedrohung des Cyber-Terrorismus. Deren Einheiten werden als Splinter Cells (Splitter-Zellen) bezeichnet. Diese agieren stets allein und sind im Einsatz bis auf eine permanente Verbindung mit dem Hauptquartier auf sich selbst gestellt. Third Echelon ist als „streng geheim“ eingestuft, die Existenz wird von der US-Regierung geleugnet.

## Splinter Cell

Logo Splinter Cell

Tom Clancy’s Splinter Cell ist ein von Ubisoft Montreal und Ubisoft Shanghai entwickelter Stealth-Shooter. Er wurde 2002 vom Mutterkonzern Ubisoft veröffentlicht und stellt den ersten Teil der Splinter-Cell-Reihe dar.
Das Spiel handelt von dem Geheimagenten Sam Fisher, der im Rahmen des von der NSA ins Leben gerufenen, geheimen Programms Third Echelon Aufträge erfüllt. Sie entsendet ihn zu verschiedenen Missionen, meist hinter der feindlichen Front. Der Schwerpunkt bei diesen Missionen liegt weniger auf dem für Shooter üblichen Ausschalten von Feinden, vielmehr ist Infiltration und Informationsbeschaffung durch unbemerktes und lautloses Vorgehen zentrales Element.
Splinter Cell spielt im Jahr 2004 und hauptsächlich in Asien, vor allem im Transkaukasus und in Myanmar. Haupt-Antagonist ist der durch einen Putsch an die Macht gekommene, neue Präsident Georgiens Kombayn Nikoladze. Dieser will das Nachbarland Aserbaidschan erobern und von dort aus eine tragbare Atombombe namens „Arche“ in die USA schleusen, um sie dort zu zünden. Third Echelon, das in den Fall durch die Ermordung zweier ihrer Agenten in Georgien involviert wurde, entsendet Fisher, um den geplanten Angriff zu verhindern.
Das Spiel erhielt aufgrund seines neuartigen Spielprinzips sehr gute Bewertungen. Der Bewertungsdurchschnitt von allen Versionen bei Metacritic beträgt etwa 90 von 100 Punkten.

## Splinter Cell: Pandora Tomorrow
Tom Clancy’s Splinter Cell: Pandora Tomorrow ist der Nachfolger des 2002 erschienenen Tom Clancy’s Splinter Cell und der zweite Teil der Splinter-Cell-Serie. Es erschien 2004 für Xbox, Windows, PlayStation 2, Nintendo GameCube, Game Boy Advance und N-Gage. Das Gameplay und Stealth-Prinzip des Vorgängers wurde, mit Ausnahme kleiner Erweiterungen, größtenteils unverändert übernommen.
Protagonist des Spiels ist erneut der Agent Sam Fisher, der im Auftrag des fiktiven amerikanischen NSA-Geheimprogramms Third Echelon arbeitet. In diesem Teil der Spieleserie wird Fisher nach Indonesien entsandt, um den selbsternannten Freiheitskämpfer Suhadi Sadono, den Anführer einer anti-amerikanischer Rebellen-Gruppe, der in den Besitz eines biologischen Kampfstoffs gekommen ist und diesen in den USA einsetzen will, unschädlich zu machen.
Splinter Cell: Pandora Tomorrow wurde von der Fachpresse überwiegend positiv bewertet und erzielte bessere Metawertungen als der Vorgänger. Kritiker lobten die Weiterentwicklungen des aus dem Vorgänger bekannten Konzepts und die grafischen Verbesserungen. Im Gegenzug bemängelten sie mangelnde Abwechslung und zu geringe Innovationen.
Von dem Titel wurden etwa 2,7 Millionen Einheiten abgesetzt. Damit verkaufte sich der Titel trotz der positiven Rezeption schlechter als sein Vorgänger, von dem rund vier Millionen abgesetzt wurden.

## Splinter Cell: Chaos Theory

Logo Splinter Cell: Chaos Theory

Tom Clancy’s Splinter Cell: Chaos Theory ist ein Stealth-Shooter und der dritte Teil der Splinter-Cell-Reihe. Er wurde vom kanadischen Studio Ubisoft Montreal entwickelt und vom französischen Publisher Ubisoft veröffentlicht. Der Titel erschien 2005 für Xbox, Windows, Nintendo GameCube, Nintendo DS, PlayStation 2 und N-Gage.
Die Handlung wurde vom Autor Tom Clancy angeregt. Die Hauptfigur ist wie in den Vorgängern der Top-Agent Sam Fisher, der im Auftrag des fiktiven amerikanischen NSA-Geheimprogramms Third Echelon Missionen erfüllt. Er untersucht zunächst die Entführung eines Informatikers. Seine Ermittlungen führen ihn nach Ostasien, wo er auf einen japanischen Admiral namens Otomo stößt, der einen Krieg zwischen Nordkorea und den USA auslösen will. Das Spielprinzip wurde weitestgehend von den Vorgängern übernommen, beinhaltet dieses Mal jedoch mehr Erweiterungen des Gameplays, so kann der Spieler beispielsweise vor einer Mission entscheiden, welche Waffen und Ausrüstungsgegenstände er mitnehmen möchte (Passiv, Aggressiv oder ausbalanciert) und am Ende wird die Mission nach Spielweise bewertet, bsp. wie viele Gegner getötet wurde, wie oft Alarm ausgelöst wurde usw. Auch gibt es neue Waffen wie z. B. die Schrotflinte, die mit verschiedenen Aufsätzen ausgerüstet werden kann, sowie ein Kampfmesser.
Chaos Theory wurde von der Fachpresse überwiegend positiv bewertet. Besonders die Windows-Version und die Xbox-Version schnitten gut ab und erzielten Metawertungen von über 90 %. Sie wurden in grafischer und spielerischer Hinsicht als außergewöhnlich stark bezeichnet. Die Ausführungen für die anderen Plattformen schnitten tendenziell schwächer ab, da diese laut den Rezensenten technisch und gestalterisch schwächer sind.
Trotz der positiven Reaktion der Magazine waren die Verkaufszahlen von Chaos Theory geringer als die der Vorgänger.

## Splinter Cell Trilogy HD
2011 wurden die ersten drei Teile der Reihe im Rahmen der Classics-HD-Reihe in einer grafisch überarbeiteten Version für die PlayStation 3 veröffentlicht. Als Basis für die Portierungen dienten die jeweiligen PC-Versionen, weshalb die neu gerenderten Zwischensequenzen der PlayStation-2-Fassung des ersten Teils nicht enthalten waren. Auch wurden die auf dem PC als Mission-Pack veröffentlichten Zusatzmissionen der Xbox- und PlayStation-2-Fassungen des ersten Teils nicht integriert.

## Splinter Cell: Essentials

Logo Splinter Cell: Essentials

Tom Clancy's Splinter Cell: Essentials ist der vierte Teil der Splinter-Cell-Reihe, der 2006 exklusiv für die PlayStation Portable erschien. Er wurde wie der Vorgänger Chaos Theory von Ubisoft Montreal entwickelt und von Ubisoft veröffentlicht.
Die Handlung des Spiels spielt im Jahr 2009 und ist weitgehend mit dem Nachfolger Double Agent, der für mehrere Plattformen entwickelt wurde, identisch. Der amerikanische Agent Sam Fisher besucht das Grab seiner Tochter, die bei einem Autounfall ums Leben kam. Am Grab wird er von der Polizei verhaftet, des Mordes an seinem Vorgesetzten Irving Lambert angeklagt und anschließend verhört. In dem Verhör erzählt Fisher von verschiedenen Ereignissen aus der Vergangenheit, die schließlich zum Tod Lamberts führten. Die von ihm beschriebenen Ereignisse stellen die Missionen dar, die der Spieler bewältigen muss.
Das Spiel erhielt wesentlich schlechtere Kritiken als die Vorgänger. Vor allem der Mehrspieler-Modus wurde stark bemängelt.

## Splinter Cell: Double Agent

Logo Splinter Cell: Double Agent

Tom Clancy´s Splinter Cell: Double Agent ist der fünfte Teil der Splinter-Cell-Reihe, der 2006 für zahlreiche Plattformen erschien. Der Titel wurde von Ubisoft Montreal und Ubisoft Shanghai entwickelt und von Ubisoft veröffentlicht. Er sollte laut Ubisoft ursprünglich schon Ende April 2006, also rund ein Jahr nach dem Erscheinen von Splinter Cell: Chaos Theory veröffentlicht werden. Aufgrund von Entwicklungsverzögerungen wurde der Erscheinungstermin allerdings mehrfach verschoben.
Splinter Cell: Double Agent greift die Handlung vom Vorgänger Splinter Cell: Essentials auf und erweitert sie. Die Hauptfigur, der Agent Sam Fisher, infiltriert die Terroristenorganisation John Brown's Army (JBA) und versucht, diese von innen heraus zu zerschlagen. Dazu muss er sich ihr Vertrauen erarbeiten, indem er Aufträge für sie erledigt. Der Spieler muss allerdings darauf achten, nicht so sehr als Terrorist zu wirken, dass er von seinem Auftraggeber, der NSA, als Verräter eingestuft wird. Gleichzeitig muss er darauf achten, dass seine Tarnung nicht auffliegt.

## Splinter Cell: Conviction

Logo Splinter Cell: Conviction

Tom Clancy´s Splinter Cell: Conviction ist der sechste Teil der Splinter-Cell-Reihe. Im März 2010 erschien er für Xbox 360 und am 29. April des gleichen Jahres für Windows. Eine von Gameloft entwickelte Variante für iOS ist seit dem 27. Mai 2010 im App Store erhältlich.
Wie die Vorgänger ist Conviction ein Stealth-Shooter. Der Spieler übernimmt erneut die Rolle des nun ehemaligen NSA-Agenten Sam Fisher, der nach den Ereignissen von Double Agent auf eigene Faust arbeitet. Auch wurde das Third Echelon Programm nach Lamberts Tod von der NSA eingestellt. In Conviction geht es primär darum, den Tod von Fishers Tochter aufzuklären und sich an den Verantwortlichen zu rächen.
Aufgrund des angestiegenen und kompromissloseren Gewaltgrades, u. a. der Möglichkeit, gewaltsame Verhöre durchzuführen, ist Conviction der erste Titel der Reihe, der eine USK-18-Freigabe erhielt.

## Splinter Cell 3D
2011 erschien eine grafisch überarbeitete und in ihrer Spielmechanik erweiterte Neu-Auflage der Nintendo DS-Version von Splinter Cell: Chaos Theory unter dem Titel Splinter Cell 3D für Nintendo 3DS. Diese kann komplett in stereoskopischem 3D gespielt werden und erweitert durch die zusätzlichen Steuerungsmöglichkeiten des 3DS einige Gameplaymechaniken.

## Splinter Cell: Blacklist
Tom Clancy´s Splinter Cell: Blacklist ist der siebte und bislang letzte Teil der Splinter-Cell-Reihe, der im September 2013 für Windows, PlayStation 3, Xbox 360 und für die Wii U erschien. Das Spiel wurde von Ubisoft entwickelt und veröffentlicht.
Wie die Vorgänger ist Blacklist ein Stealth-Shooter. Der Spieler übernimmt erneut die Rolle des amerikanischen Agenten Sam Fisher. In diesem Titel ist Protagonist Sam Fisher Leiter einer neu gegründeten und streng geheimen Einheit namens 4th Echelon. Mit Hilfe dieser muss er eine Gruppe von Terroristen namens „The Engineers“, die den USA durch die „Blacklist“ ein Ultimatum stellen und stetig gravierendere Terroranschläge durchführen, um jeden Preis stoppen, bevor der Blacklist-Countdown Null erreicht.

## Romane und Comic
Es sind bisher sieben Bücher zu Splinter Cell erschienen. Die Bücher wurden bislang von verschiedenen Autoren unter dem Pseudonym David Michaels geschrieben. Der 2013 erschienene Roman Blacklist Aftermath ist der einzige der Reihe, der offiziell von Peter Telep geschrieben wurde und nur in Englisch erschien. Ein Comic mit dem Titel Echoes erschien im Jahr 2013. Alle Bücher und das Comic erschienen im deutschen im Panini Verlag, Heyne Verlag oder Cross Cult Verlag.
1. Tom Clancy’s Splinter Cell: Babylon Phoenix (2004)
2. Tom Clancy’s Splinter Cell: Operation Barracuda (2005)
3. Tom Clancy’s Splinter Cell: Schachmatt (2009)
4. Tom Clancy’s Splinter Cell: Fallout (2009)
5. Tom Clancy’s Splinter Cell: Conviction (2010)
6. Tom Clancy’s Splinter Cell: Endphase (2010)
7. Tom Clancy’s Splinter Cell: Blacklist Aftermath (2013; nur englisch)
8. Tom Clancy’s Splinter Cell: Echoes (2013; Comic)
9. Tom Clancy’s Splinter Cell: Firewall (2022)
10. Tom Clancy’s Splinter Cell: Dragonfire (2023)

## Trivia
- In den Videospielen Asterix & Obelix XXL 2 Mission Las Vegum und Asterix bei den Olympischen Spielen gibt es einen ehemaligen römischen Superspion, der jetzt mit Asterix und den anderen zusammenarbeitet und den Namen Sam Schiffer trägt. Nicht nur vom Namen, sondern auch von der Ausrüstung her (Tarnanzug, Kletterseil, Nachtsichtgerät mit drei „Röhren“) ist zu erkennen, dass Sam Schiffer eine Parodie auf Sam Fisher und die Splinter-Cell-Reihe darstellen soll.

- Rayman Legends enthält ein freischaltbares Kostüm im Sam-Fisher-Stil mit Nachtsichtgerät.
- In einem der Videos des Secret Theatre der erweiterten Subsistance-Version Metal Gear Solid 3, welche diverse Parodie-Videos der Metal-Gear-Reihe enthält, taucht der Hauptdarsteller Naked Snake in Sam Fishers typischer Uniform und Ausrüstung auf.
- Sam Fisher war im Wildlands-DLC zu Ghost Recon spielbar.

## Film
Im November 2012 bestätigte Ubisoft, dass eine Verfilmung des Spiels geplant ist. Die Hauptrolle, Sam Fisher, wird vom britischen Schauspieler Tom Hardy verkörpert. Das Drehbuch wird von Eric Singer geschrieben, der bereits für das Drehbuch des Films The International verantwortlich war. Über die Handlung ist seitdem noch nichts bekannt, das Personal zur Ausarbeitung des Filmes wurde mehrfach ausgewechselt. Im Juli 2015 wurde berichtet, dass Frank John Hughes das Filmskript weitgehend neu schreiben soll.

## Synchronisation
Im Original lieh bisher Michael Ironside bis einschließlich Splinter Cell: Conviction Sam Fisher seine Stimme. Seit Splinter Cell: Blacklist ist Eric Johnson der neue Synchronsprecher von Sam Fisher und gleichzeitig Schauspieler für Motion Capture, da Ironside nicht die körperliche Fitness für das Motion-Capture-Verfahren aufweist, darüber hinaus hatte Ironside mit einer Krebserkrankung an Darm, Schilddrüse und Prostata zu kämpfen, wie erst später bekannt wurde. Er konnte die Erkrankung jedoch erfolgreich bekämpfen und lieh seine Stimme in dem 2018 erschienenen Ghost Recon-DLC Wildlands erneut Sam Fisher seine Stimme.
In der deutschen Version wird Sam Fisher in allen bisherigen Teilen von Martin Keßler gesprochen (bekannt als deutsche Stimme von Nicolas Cage und Vin Diesel), während Lambert wechselnde Sprecher hatte: im ersten Teil wurde er von Fabian Körner, in Teil 2 und 3 von Jürgen Kluckert (Morgan Freeman, Benjamin Blümchen, Mr. Krabs aus Spongebob Schwammkopf) und in Double Agent von Engelbert von Nordhausen (Samuel L. Jackson, Bryan Cox) gesprochen. In Conviction und Blacklist hatte Lambert keine Auftritte mehr, da er in Double Agent getötet wird.